# Star Anna
 (janvier 2013).
Star Anna (Star Anna Constantina Krogste Banford) est une chanteuse et guitariste américaine venant de Ellensburg, Washington.

## Discographie
- Crooked Path (2008)
- The Only Thing That Matters (2009)
- Alone in This Together (2011)
- Call Your Girlfriend (Single) (2012)